# Bruskfisk
Bruskfisk (latin: Chondrichthyes) er en klasse af fisk hvis skelet består af brusk. Til bruskfiskene hører hajer, rokker og havmus.
Underklassen Elasmobranchii omfatter hajer og rokker. Disse bruskfisk har 5-7 gællespalter på hver side af hovedet, overkæben er ikke fast tilhæftet kraniet, de skifter tænder gennem hele livet og har placoide skæl (hudtænder).
Havmus tilhører hovedgruppen Holocephali. Disse bruskfisk har kun én gælleåbning på hver side, en fast tilhæftet overkæbe og ingen hudtænder.
Bruskfisk kaldes også tværmunde, men nogle kilder bruger dog kun betegnelsen tværmunde om hajer og rokker, men ikke havmus.
Tidligere har også rundmunde (dvs. lampretter og slimål) været regnet for at være bruskfisk, men det regnes de ikke som længere.

## Klassifikation
Klasse: Chondrichthyes
- Underklasse: Elasmobranchii (Tværmunde, Haj-agtige)
  - Infraklasse: Euselachii
    - Kohorte: Neoselachii
      - Division: Galeomorphii
        - Orden: Heterodontiformes
        - Orden: Orectolobiformes (Eks. Hvalhaj)
        - Orden: Lamniformes (Eks: Sildehaj, Hvid haj)
        - Orden: Carcharhiniformes (Eks. Rødhaj)

      - Division: Squalomorphii
        - Orden: Hexanchiformes (Eks. Kravehaj)
        - Orden: Echinorhiniformes
        - Orden: Squaliformes (Eks. Pighaj)
        - Overorden: Hypnosqualea
          - Orden: Squatiniformes (Havengle)
          - Orden: Pristiophoriformes (Savhajer)

        - Overorden: Batoidea (Rokker)
          - Orden: Pristiformes (Savfisk)
          - Orden: Torpediniformes (Elektriske rokker)
          - Orden: Rajiformes (Rokke, Eks. Djævlerokke, Sømrokke)
- Underklasse: Subterbranchialia
  - Overorden: Holocephali
    - Orden: Chimaeriformes (kimærer), (Eks. Havmus)